# 河塑荛花
河塑荛花（学名：Laplacea chamaedaphne）为山茶科南美大头茶属的植物，是中国的特有植物。分布在中国大陆的陕西、山西、河南、江苏、四川、湖北、河北、甘肃等地，生长于海拔500米至1,900米的地区，见于山坡及路旁，目前尚未由人工引种栽培。

## 别名
矮雁皮（秦岭）、羊厌厌（陕北）、拐拐花（陕西华县）、岳彦花陕西合阳）、羊燕花（河南灵宝）、番潟叶（药用名）、老虎麻（中国经济植物志F）